# Рошка, Юрий Иванович
Ю́рий Ива́нович Ро́шка (рум. Iurie Roşca; род. 31 октября 1961, Теленешты, Молдавская ССР, СССР) — молдавский политический деятель и журналист, бывший председатель Христианско-демократической народной партии Молдовы (1994—2011). Вице-премьер-министр Республики Молдова (2009), вице-председатель Парламента Республики Молдова (1998—2000 и 2005—2009).

## Биография
Родился в городе Теленешты в семье Иона и Зинаиды Рошка. Являлся младшим ребёнком в семье, у него есть старший брат Якоб и старшая сестра Мария. В этом же поселке проучился несколько начальных классов, после чего семья переехала в Кишинёв. Окончил школу № 1 г. Кишинева (ныне лицей им. Георге Асаки).
В 1984 году окончил факультет журналистики Кишинёвского госуниверситета. В 1986 году стал сотрудником литературной редакции «Телерадио-Молдова», где через некоторое время стал секретарем комсомольской организации.
В 1988—1991 гг. один из учредителей и активный участник Народного фронта Молдовы, отвечал за его финансирование.
С 1994 года по 2011 год руководил Христианско-демократической народной партией (трижды переизбирался её руководителем — в 1996, 1999 и 2007 годах). Неоднократно избирался в парламент, с 1998 по 2000 год и с 2005 по 2009 был его вице-спикером.
В 1999 году Юрий Рошка являлся кандидатом на должность примара Кишинёва от ХДНП, получив поддержку 11,36 % избирателей, принявших участие в голосовании. Занял третье место, уступив Серафиму Урекяну и представителю ПКРМ.
До событий 2009 года являлся активным деятелем унионистского движения, выступал за объединение Молдавии и Румынии, на почве чего активно оппонировал президенту страны Владимиру Воронину, критикуя его за «пророссийскую политику». После победы ПКРМ на парламентских выборах организовывал акции протеста под антикоммунистическими лозунгами против подписания «меморандума Козака», придания русскому языку статуса второго государственного, в декабре 2002—январе 2003 года был организатором акций протеста в Кишинёве и других городах Молдавии с требованиями проведения референдума по вопросу объединения с Румынией, вступления Молдовы в ЕС и отставки Воронина. Однако после того, как Воронин занял более проевропейские позиции — поддержал его и возглавляемая им фракция ХДНП в полном составе проголосовала за переизбрание Воронина президентом, аргументировав это «стремлением обеспечить в стране стабильность, необходимую для её европейской интеграции».
В апреле 2005 года избран вице-председателем Парламента Молдавии и занимал этот пост до апреля 2009 года, когда на парламентских выборах возглавляемая им ХДНП потерпела тяжёлое поражение и не прошла в парламент.
В июне 2009 года назначен заместителем Премьер-министра во втором правительстве Зинаиды Гречаной, где курировал силовые структуры. Покинул должность в сентябре 2009 года, после избрания нового правительства.
Осудил массовые беспорядки 2009 года, обвинив в их организации Влада Филата и возглавляемую тем ЛДПМ при участии РФ. С этого времени Рошка начал постепенно отходить от идей унионизма и переходить на более консервативные и евроскептицистические позиции.
В январе 2012 года Юрий Рошка инициировал создание «Комитета по защите Конституции и демократии», в состав которого вошли руководители нескольких общественных организаций, политики и политологи, в частности: депутат первого парламента Анатол Плугару, юрист Раду Бушилэ, бывший член Центральной избирательной комиссии Павел Мидриган, бывший постоянный представитель Республики Молдова в ООН Алексей Тулбуре и другие. В январе—феврале 2012 года Комитет по защите Конституции и демократии организовал серию мирных антиправительственных акций протеста
Последний раз пытался вернуться в политику в 2014 году с программой «План Рошки» при поддержке своей бывшей партии ХДНП, однако на парламентских выборах та потерпела полное поражение, получив всего 11 782 голосов (0,74%).
С марта 2016 года по май 2018 года Юрий Рошка вёл авторскую передачу «МегаФон» на телеканале «НТВ-Молдова», в которой поднимались темы, связанные с политикой, экономикой, международными отношениями, религией, культурой. Часть выпусков программы велась на румынском, другая часть — на русском языке.
В 2022 году поддержал вторжение России на Украину, как войну против некого «сатанинского глобализма».
Владеет, помимо молдавского, также владеет русским, английским и французским языками.

## Отзывы и оценки
Владимир Воронин, бывший Президент Республики Молдова:

«Рошка — это, в первую очередь, личность, Рошка — это человек веры, в полном смысле слова, это человек, которому можно доверять. Рошка, чтобы сказать, не знаю этого слова по-молдавски, а по-русски, Рошка не виляет, понимаете, не виляет, не такой, как Дьяков — скользкий. Не виляет, он мужик. Если дерешься, подрался с мужиком, если сделал дело, сделал с мужиком».

Владимир Цуркан, бывший депутат Парламента Республики Молдова:

«Юрий Рошка — человек неординарный. Проявил себя в разные периоды по-разному. После того как 2005 году он проголосовал за переизбрание Воронина на второй президентский срок, с ним произошли неожиданные, с моей точки зрения, изменения. Если раньше он был радикалом, то в последующие годы стал постепенно отходить от идей унионизма. Но вместе с этим произошло и стремительное падение рейтинга его партии».

## Галерея

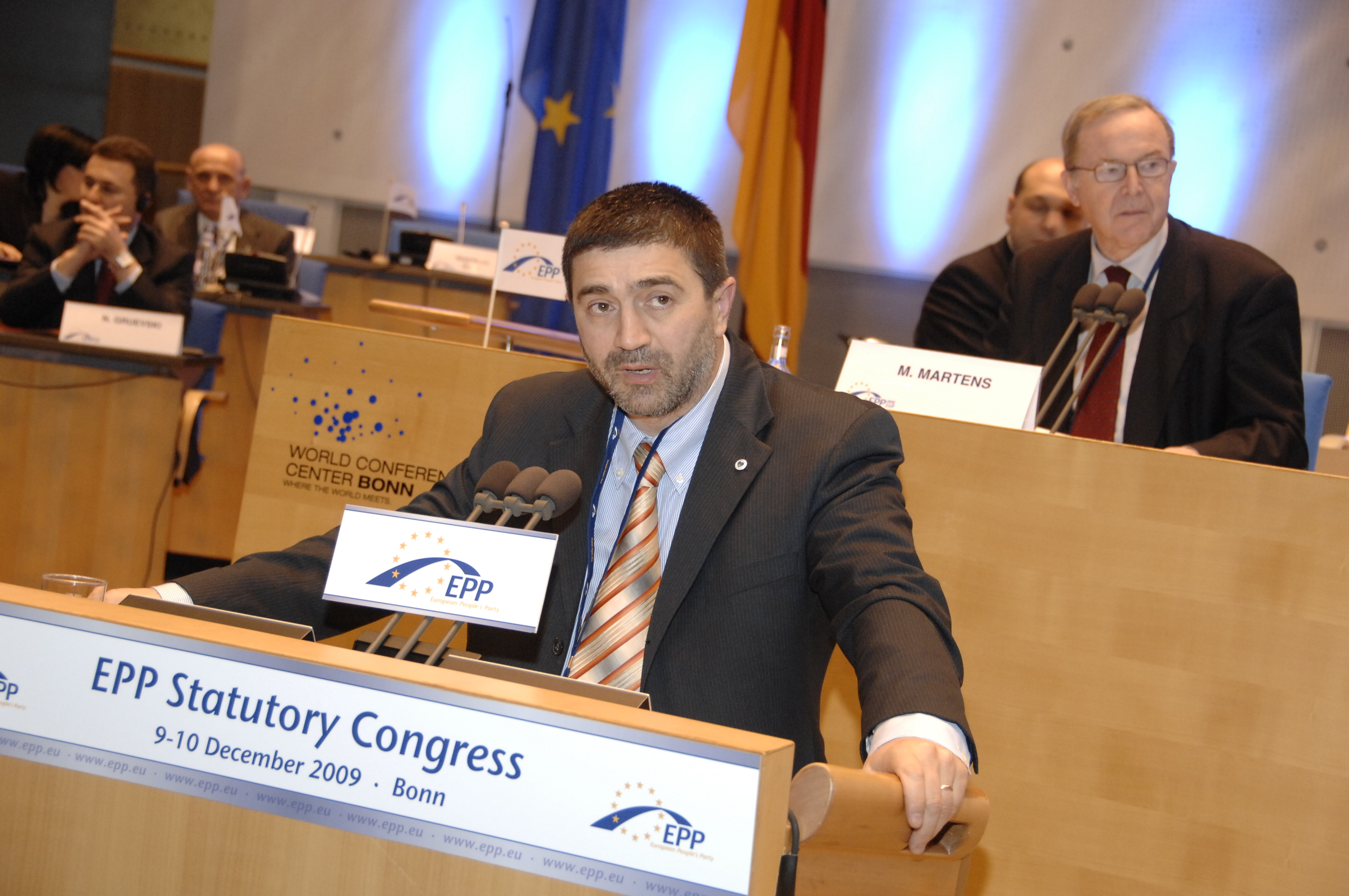
Юрие Рошка на саммите Европейской народной партии, Германия, Бонн (2009)
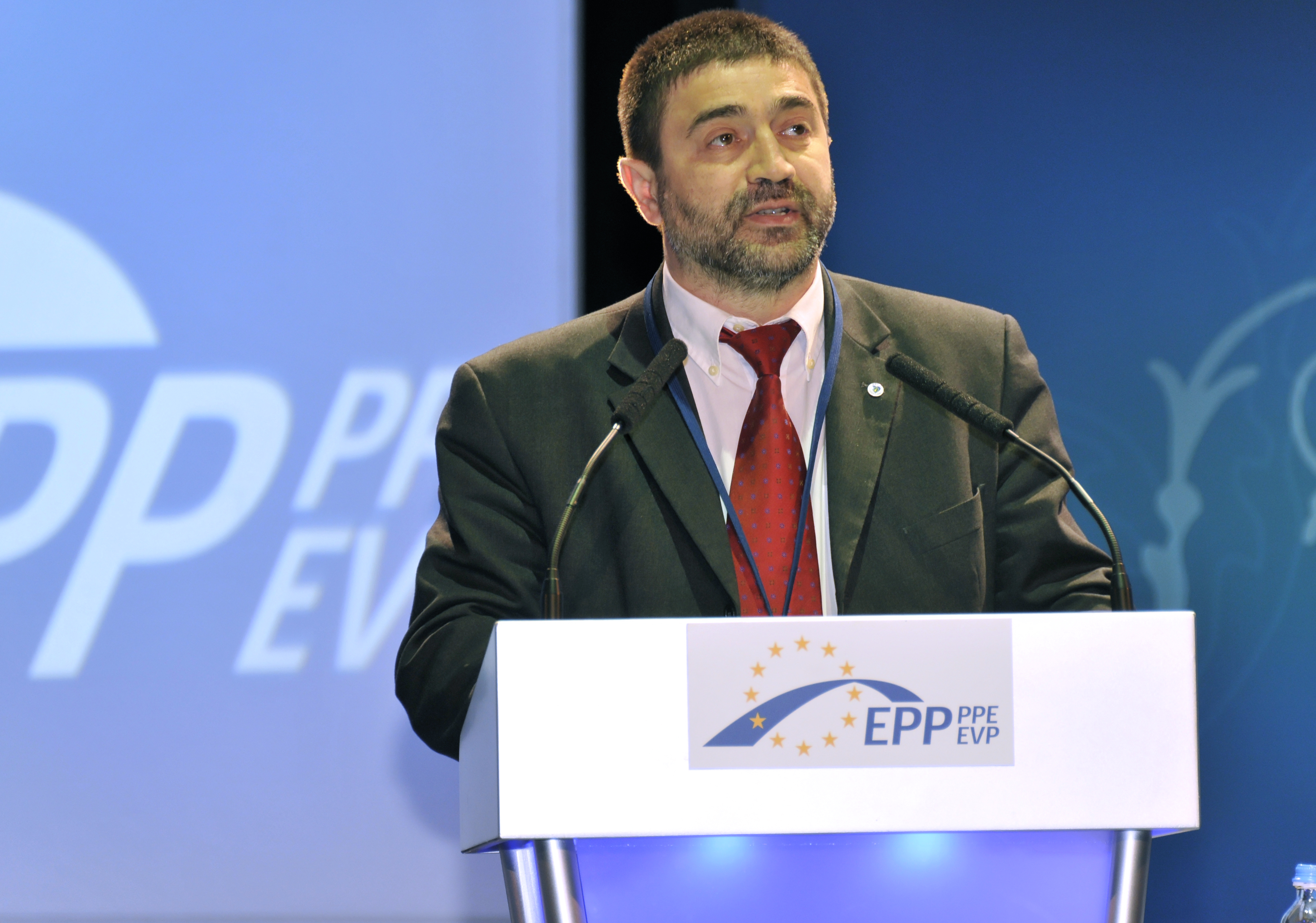
Юрие Рошка на съезде Европейской народной партии в Варшаве (2009)

## Награды
- Командор ордена «За заслуги перед Литвой» (Литва, 2007 год)[16]
- Медаль МИД Литвы «За вклад во вступление Литвы в ЕС и НАТО» (2007 год)[16]

## Работы
- «7 aprilie: O lovitură contra statului de drept. Cine e de vină și de ce întârzie ancheta?» (2010)
- «Republica Moldova: de la independența politică spre independența economică» (2013)
- «Moldova – partea carea devenit întreg. Despre Ideea Națională ca forță unificatoare» (2013)

Также перевёл на молдавский язык книги Александра Дугина «Четвёртая политическая теория» (2013) и «Теория многополярного мира» (2014).